# Schloss Greillenstein
Schloss Greillenstein ist ein Renaissance-Schloss im Ort Greillenstein in der niederösterreichischen Gemeinde Röhrenbach. Die Geschichte des Schlosses ist eng mit dem Adelsgeschlecht Kuefstein verbunden.

## Geschichte
1313 wird erstmals von einer kleinen Wehrburg berichtet, die sich im Besitz des Geschlechtes der Greillen (auch Grello) befand. Dies ist übrigens der letzte Zeitpunkt, bis zu welchem das Geschlecht der Greillen nachweisbar ist. Die erste urkundliche Erwähnung der Burg datiert jedoch erst aus 1371, als sie in den Besitz der Herren von Dachpeck gelangte.
Bis 1499 war die Herrschaft im Besitz der Dachpeck, hernach gehörte die den Grabner zu Rosenburg, später den Herren von Volkra. Seit 1534 befindet sich Greillenstein im Besitz der Freiherren (später Grafen) von Kuefstein, deren bekanntestes Familienmitglied der Botschafter und spätere Vicedom (vergleichbar dem heutigen Landeshauptmann) von Oberösterreich Johann Ludwig von Kuefstein war.
Die Herrschaft Greillenstein wurde 1534 von Freiherr Johann Lorenz von Kuefstein gekauft und dessen Sohn Freiherr Hans Georg III. von Kuefstein ließ von 1570 bis 1590 die alte Wehrburg abtragen und beauftragte der Überlieferung nach einen italienischen Baumeister, an ihrer Stelle das heutige Schloss Greillenstein zu errichten, das 1604 einschließlich Innenausstattung und Einrichtung fertiggestellt wurde.
Greillenstein wurde als Verwaltungssitz für drei große Grundherrschaften (Feinfeld, Schauenstein und Greillenstein) im Waldviertel und als Repräsentations- und Sommersitz für die Familie gebaut. Dies war notwendig, weil die Kuefsteins damals protestantisch waren und Hans Georg III als Vicedom von Niederösterreich einen Ort brauchte von wo aus er seine Amtsgeschäfte führen konnte.
Trotz der protestantischen Gesinnung der Familie Kuefstein blieb sie dem Kaiser stets ergeben, aber es kam immer wieder zu kriegerischen Auseinandersetzungen mit dem benachbarten Stift Altenburg.
Im Dreißigjährigen Krieg blieb Greillenstein von Verwüstungen verschont, doch musste Hans Jacob Freiherr von Kuefstein 1620 das Schloss verlassen, als es vom Führer der Katholischen Liga, Kurfürst Maximilian von Bayern, besetzt wurde. Greillenstein war kurzzeitig katholisches Hauptquartier. Hier trafen sich Kurfürst Maximilian, Graf Tilly und Feldmarschall Graf Bucquoy vor der Schlacht am Weißen Berg um hier mehrere Tage eine Taktik für den bevorstehenden Krieg auszuarbeiten. Kurz vor Ende des Dreißigjährigen Krieges kamen kleine Truppenverbände der Schweden hier vorbei und besetzten das Schloss kampflos, ohne allerdings Schaden anzurichten. 1623 konvertierte Hans Jacob von Kuefstein zum katholischen Glauben und konnte damit die Herrschaft für seine Familie retten.

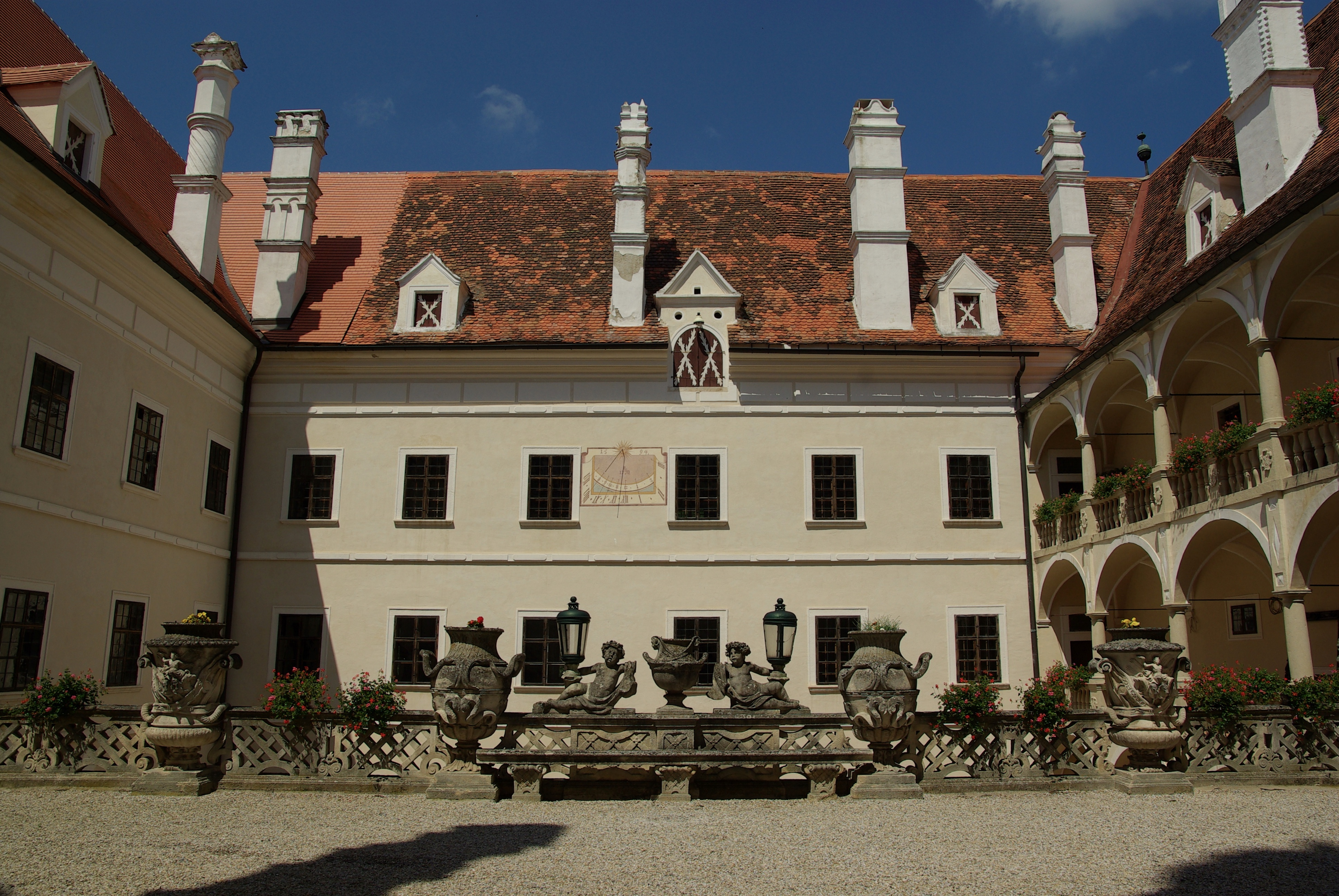
Innenhof

1634 wurde der Herrschaft von Kaiser Ferdinand II. die hohe Gerichtsbarkeit verliehen. Aus dieser Zeit stammt das auch heute noch vorhandene Landgericht mit einer beachtlichen Sammlung mittelalterlicher Gerichtsakten.
Während des Fünften Koalitionskrieges wurden 1809 über 1000 französische Soldaten und 1400 Pferde einquartiert. Als diese abgezogen waren, war die Einrichtung so devastiert und die finanzielle Basis der Herrschaft so zerrüttet, dass Johann Ferdinand III. Graf Kuefstein Greillenstein dem Kaiser zum Kauf anbot, was dieser aber ablehnte. Bis 1815 konnten die Schulden abgebaut und die Schäden behoben werden.
Nach der Auflösung der Grundherrschaft verlor das Schloss 1848 seine Aufgabe als Amtsgebäude. Im 19. Jahrhundert hielten sich Künstler wie Franz Grillparzer, dessen Cousine mit dem dortigen Verwalter verheiratet war, und der hier zu seinem Stück Die Ahnfrau inspiriert wurde sowie Anton Romako, der von Gräfin Maria Magda von Kuefstein entdeckt und gefördert wurde, in Greillenstein auf.
Sowohl den Ersten Weltkrieg als auch die sowjetische Besatzung nach dem Zweiten Weltkrieg überstand das Schloss schadlos. Nach 1945 ließ ein gebildeter sowjetischer Offizier das Schloss bewachen, sodass es zu keinen Plünderungen kam.
1945 nach Kriegsende übersiedelte Johann Ferdinand (IV) Kuefstein (* 1885 in Rom; † 1958 in Viehofen) mit seiner Familie nach Greillenstein. Im Jahr 1959 wurde im Schloss ein Museum eingerichtet, dessen 60-jähriges Bestehen am 20. Juni 2019 gefeiert wurde. Sein Sohn Karl (II) Kuefstein (* 1923 auf Schloss Viehofen; † 2014 in Greillenstein) übersiedelte 1960 mit seiner Familie aus dem Schloss in ein Nebengebäude und gründete im Jahr 1992 den Verein der Freunde und Gönner des Schlosses Greillenstein.
Die aktuelle (2019) Eigentümerfamilie des Schlosses sind Karls Sohn Andreas Kuefstein (* 1954 in Wien) und seine Ehefrau Elisabeth Kuefstein (* 1959 in Leutstetten; ⚭ 1986), geborene Prinzessin von Bayern. Die Wittelsbacherin, Tochter von Rasso Prinz von Bayern (1926–2011), ist über ihre Mutter Theresa Habsburg-Lothringen (* 1931 auf Schloss Wallsee) und den Großvater Theodor Salvator Habsburg-Lothringen, eine Urenkelin von Marie Valerie von Österreich und damit eine Ururenkelin von Kaiserin Elisabeth.

## Architektur und Einrichtung

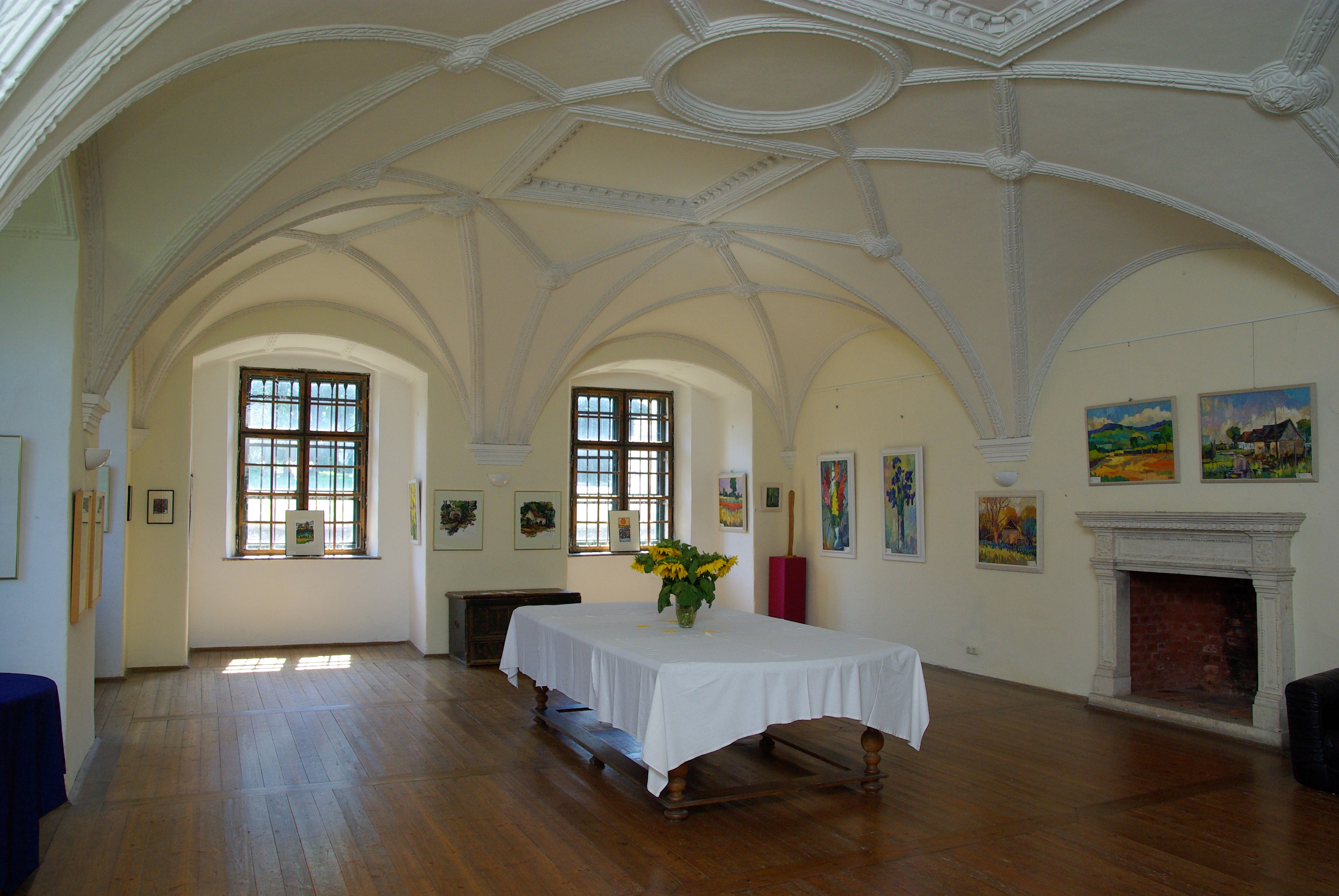
Innenansicht

Das Schloss Greillenstein ist eine vierflügelige Anlage um einen quadratischen Innenhof, in dem sich mehrere Barockvasen befinden, die von Johann Bernhard Fischer von Erlach entworfen wurden. Die Inneneinrichtung ist zum überwiegenden Teil noch im Originalzustand erhalten und wurde teilweise ergänzt.
Das Gebäude besitzt zwei Hauptgeschoße. Im Süden befindet sich ein großer Torturm. Über den Schlossgraben führt eine Brücke mit barocken Steinfiguren. Vor dem Schloss liegt ein englischer Landschaftsgarten, der im 17. und 18. Jahrhundert angelegt wurde.
Zwischen 1700 und 1720 wurde das Schloss mit einem 47 Hektar großen Tierpark, einer barocken Wasserspielanlage mit einer wasserspeienden Drachenskulptur und 24 Zwergenfiguren sowie einer neuen Zufahrt ausgestattet. Hans Leopold Graf Kuefstein ließ 1720 auch das Schloss vorsichtig barockisieren. Damals erhielt es seinen heutigen Haupteingang im Mittelturm der Südseite. Um 1770 erfolgte eine teilweise Erneuerung der Innenausstattung.

Die Kapelle im Südturm besitzt eine einheitliche Renaissance-Ausstattung aus der Erbauungszeit, die im Waldviertel einzigartig ist. Der Festsaal befindet sich im Westflügel, der Türkensaal mit Porträts des Sultans Murad IV. im Nordflügel. 

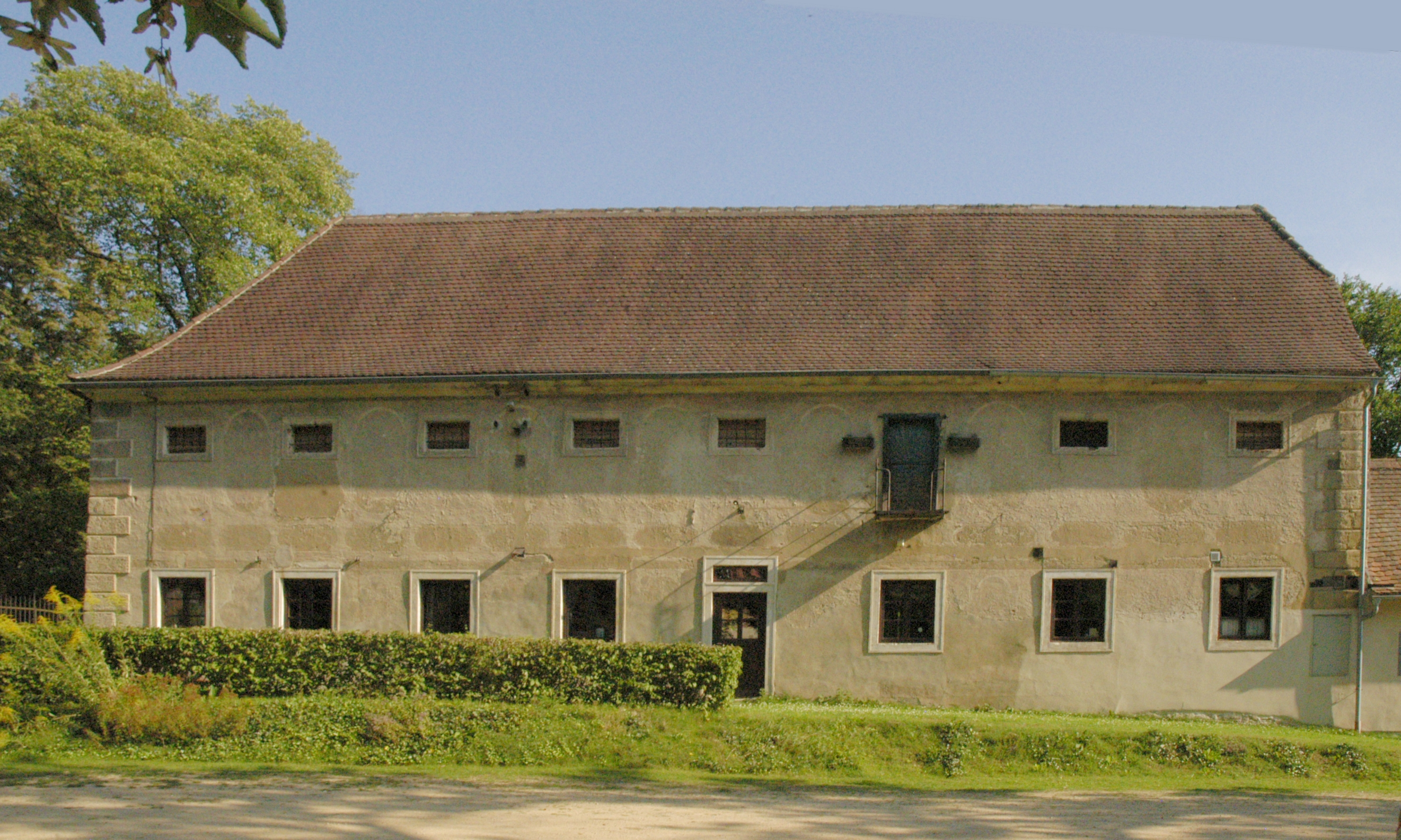
Die ehemalige Gärtnerei

Die Einrichtung der Großen Bibliothek aus dem 17. Jahrhundert ist teilweise erhalten, wobei sich die Kassettendecke heute im Schloss Laxenburg befindet, während die Einrichtung der Kleinen Bibliothek aus dem 16. Jahrhundert vollständig erhalten ist. Im Schloss befinden sich ferner Kamine und Türen aus dem 16. Jahrhundert, Öfen aus dem Rokoko, Gemälde vom 17. Jahrhundert bis zum 19. Jahrhundert und weitere wertvolle Exponate.
In den ersten Jahren des 21. Jahrhunderts wurde das Gebäude weitgehend renoviert.
Aus der Entstehungszeit des Schlosses stammen auch verschiedene Wirtschaftsgebäude, die teilweise noch genutzt werden, sich zum anderen Teil in ruinösem Zustand befinden.
Unweit des Schlosses befindet sich in Röhrenbach die Gruftkapelle der Kuefstein mit einem Kuppelfresko von Paul Troger.
Das Schloss samt Wirtschaftsgebäuden und Schlosspark stehen unter Denkmalschutz (Listeneintrag).

## Museum und Ausstellungen

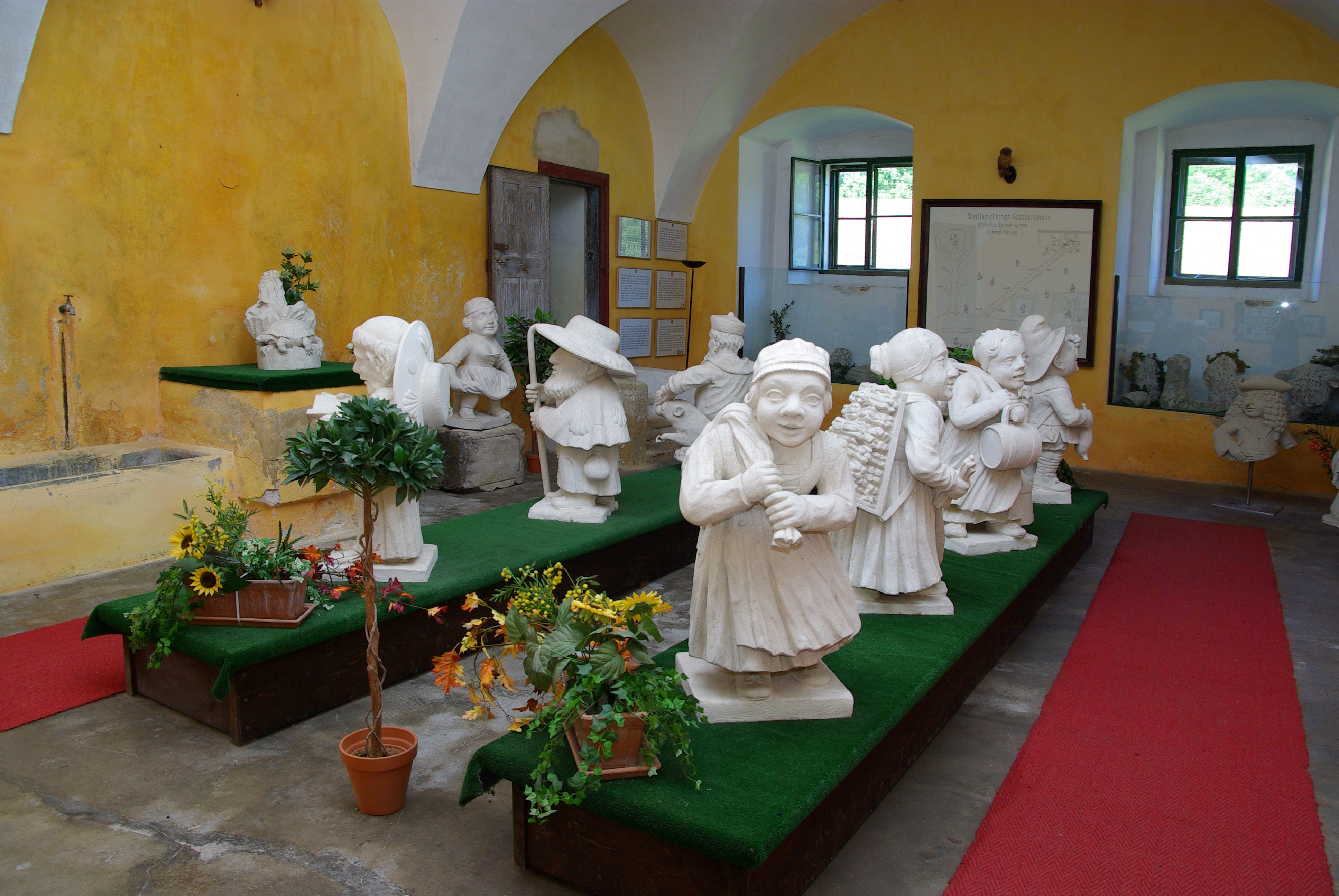
Zwergenkabinett

Das Gebäude ist seit 1534 im Privatbesitz der Familie Kuefstein und ist seit den 1960er-Jahren nicht mehr bewohnt, sondern dient als Museum. Es ist damit eines der ersten Schlösser, die als Museum der Öffentlichkeit zugänglich gemacht wurden.
- 1967 wurde auf Schloss Greillenstein das Museum für Rechtsgeschichte gegründet, das 1988 ins Schloss Pöggstall übersiedelt ist. Bestandteil dieses Museums war das auch heute noch hier befindliche ehemalige Landgericht, das über eine umfangreiche Sammlung mittelalterlicher Gerichtsakten verfügt und in welchem sich die einzige in Österreich noch erhaltene Gerichtsschranke befindet.[12]
- Schloss Greillenstein verfügt über eine beachtliche Sammlung von Gartenzwergen sowie über einen Drachen aus Sandstein, die um 1700 entstanden sind.
- Dauerausstellungen:[13]

- Die diplomatischen Beziehungen zwischen Habsburger Kaisern und dem Osmanischen Reich
- Grillparzers Besuche auf Schloss Greillenstein